# NOX夜神
NOX夜神是一款PC端的安卓模擬器，为北京多点在线科技有限公司产品。

## 概述
其模擬器支持DirectX，但亦可使用大部分安卓模擬器使用的OpenGL渲染。該軟體由2015年3月成立的夜神團隊開發，主要開發目的是使PC端能流暢運行安卓系統軟體。